# 照井裕隆
照井 裕隆（てるい ひろたか、1975年3月20日 - ）は、日本のダンサー、俳優、振付師、演出家、脚本家である。ミュージカル劇団「順風満帆」主宰者。1996年から2000年までは照井 悠也として活動した。千葉県船橋市出身。

## 略歴
- 音楽座ミュージカル『シャボン玉とんだ宇宙までとんだ』を観て、ミュージカル活動を志す。
- 1994年、音楽座研究所に入所。
- 1995年、音楽座に入座。1996年解散まで在籍。
- 1996年、ミュージカル劇団Steps創立に参加。2003年に退団。
- 2003年、自らの劇団・順風満帆を創立。

## 出演

### 舞台
- 音楽座ミュージカル とってもゴースト（1995年）沢井 役
- 音楽座ミュージカル マドモアゼル・モーツァルト（1996年）フランツ 役
- Stepsミュージカル ショッキング!ショッピング!（1996年）ウール 役
- Stepsミュージカル ラヴ・サーティー（1997年）中野道明 役
- Stepsミュージカル DREAM〜風の夢 砂の歌（1997年）
- スイセイ・ミュージカル FAME（1997年）
- 香瑠鼓プロデュースClubLAVELA97（1997年）
- Stepsミュージカル サクセスストーリー（1997年）中川 役
- 香瑠鼓プロデュースClubLAVELA98（1998年）
- 東宝ミュージカル シュガー（1998年）
- 34丁目の奇跡〜Here's Love〜（1998年、1999年）
- 遥かなる山、そして彼方へ（2000年）中井 役
- 音楽座ミュージカル メトロに乗って（2000年）小沼昭一 役
- Stepsミュージカル モダンガールズ（2001年-2003年）主演・三条進之介 役
- Stepsミュージカル boy be...（2001年）ステファノ 役
- 坂の上ハイツ（2002年）作、演出、主演
- 新版・四谷怪談（2002年）佐藤与茂七 役
- Ryoma（2002年）近藤長次郎 役
- 順風満帆旗揚げ公演 あの子の箱舟（2003年）作、演出、主演・竹川裕一 役
- IZUMI座 銀座浪漫派物語（2004年）御曹司 役、秀人 役
- 東宝ミュージカル ミス・サイゴン（2004年）
- 東宝 ベガーズ・オペラ（2006年、2008年）ベンバッチ 役
- 東宝 ミー&マイガール（2006年）
- 東宝 マリー・アントワネット（2006年）
- 順風満帆オリジナルミュージカル 第二の風 Fool On The Boat（2007年）作、演出、青木次郎 役
- 蜘蛛女のキス（2007年、2010年）アウレリオ 役
- 東宝 ミス・サイゴン（2008年-2009年）クリス 役
- 順風満帆ライブ ぼっけぇそよ風（2008年）
- TSミュージカル 天翔ける風に（2009年）志士ゴトウ 瓦版金助 役
- 順風満帆ライブAct vol.1 どこから君でどこがボク?（2009年）作、演出
- 順風満帆ライブAct vol.2 いつかの未来（2010年）作、演出
- ストレートプレイ マウストラップ（2010年）クリストファー・レン 役
- 順風満帆ライブAct ストロボ・ムーン（2010年）作、演出
- ワンダフルタウン（2010年）チック・クラーク 役
- 順風満帆ライブAct Happy Wings（2011年）ジム 役
- UstreamライブAct Happy Wings（2011年）
- 風を結んで（2011年）佐々木誠一郎 役
- Terry's Cafe 一杯目（2011年）
- TSミュージカル 眠れぬ雪獅子（2011年）パサン 役
- ハムレット（2012年）
- 神戸 はばたきの坂（2012年）北野医師 役、張 役
- 東宝ミュージカル ルドルフ 〜ザ・ラスト・キス〜（2012年）英国皇太子 役
- TSミュージカル 客家（2012年）
- 遠い夏のゴッホ（2013年）
- ミュージカル「東京ラブストーリー」（2022年)
- ミュージカル「ミセン」（2025年）[1]
- ミュージカル「ナイツ・テイル-騎士物語-」ARENA LIVE（2025年公演予定）[2]
- デスノート THE MUSICAL（2025年 - 2026年公演予定）[3][4]
- ミュージカル「メリー・ポピンズ」(2026年公演予定）[5]

### テレビ
- うたっておどろんぱ SING ALONG! DANCE ALONG!（1998年4月 - 2001年3月、 NHK教育）WD（橙） 役
- うたっておどろんぱ!（2003年4月 - 2006年4月、NHK教育）てる 役
- にっぽん釣りの旅（2010年10月、NHK BSプレミアム）釣り人

### CM
- 富士フイルム、写ルンです（1996 - 1998年）
- JRA、天皇賞（1999年）
- 日本自転車振興会、keirin '99（1999年）
- ディノス、アニヴァーサリ編（2000年）
- 宝酒造、タカラCANチューハイ（2000年）
- 住友海上、もどリッチ（2000年）
- ソニー・コンピュータエンタテインメント、PlayStation（2000年）
- ソニー、ハッピーベガ（2005年）

## 作品

### アルバム
- うたっておどろんぱ!〜めぐりあいっていいね〜（2002年、COCX-31848）
- うたっておどろんぱ!〜あそんでみよう・うごいてみよう〜（2002年、COCX-31849）
- うたっておどろんぱ!〜こころのこえをきかせてよ〜（2003年、COCX-32158）
- うたっておどろんぱ!〜今日もいいこと〜（2004年、COCX-32669）
- うたっておどろんぱ!〜ダンスはこころのエネルギー〜（2005年、COCX-33173）
- うたっておどろんぱ!〜あしたにむかってダンス!〜（2006年、COCX-33572）

- みんなでハッピー・クリスマス（2007年、COCX-34568-9）
7. もみの木
14. そりすべり

- IN THE THEATER（2009年）
1. いい加減劇場
4. しんじまおっか?
7. 春夏秋冬

### シングル
- いつかの未来（2010年）